# Список эпизодов телесериала «Чёрный список»
Ниже приведён список эпизодов американского телесериала «Чёрный список».

## Обзор сезонов
| Сезон | Сезон | Эпизоды | Оригинальная дата выхода | Оригинальная дата выхода | Рейтинг Нильсена | Рейтинг Нильсена   |
| Сезон | Сезон | Эпизоды | Премьера сезона          | Финал сезона             | Ранк             | Зрители (миллионы) |
| ----- | ----- | ------- | ------------------------ | ------------------------ | ---------------- | ------------------ |
|       | 1     | 22      | 23 сентября 2013         | 12 мая 2014              | 6                | 14,95              |
|       | 2     | 22      | 23 сентября 2014         | 15 мая 2015              | 14               | 13,76              |
|       | 3     | 23      | 1 октября 2015           | 19 мая 2016              | 22               | 11,19              |
|       | 4     | 22      | 22 сентября 2016         | 18 мая 2017              | 30               | 9,25               |
|       | 5     | 22      | 27 сентября 2017         | 16 мая 2018              | 42               | 8,41               |
|       | 6     | 22      | 3 января 2019            | 17 мая 2019              | 54               | 7,17               |
|       | 7     | 19      | 4 октября 2019           | 15 мая 2020              | 50               | 6,88               |
|       | 8     | 22      | 13 ноября 2020           | 23 июня 2021             | 51               | 5,47               |
|       | 9     | 22      | 21 октября 2021          | 27 мая 2022              | 50               | 4,77               |
|       | 10    | 22      | 26 февраля 2023          | 13 июля 2023             | TBD              | TBD                |

## Список серий

### Сезон 1 (2013—2014)
| № общий | № в сезоне | Название                                           | Номер в списке | Режиссёр        | Автор сценария                                                                                    | Дата премьеры    | Зрители в США (млн) |
| --- | ---------- | -------------------------------------------------- | -------------- | --------------- | ------------------------------------------------------------------------------------------------- | ---------------- | ------------------- |
| 1 | 1          | «Pilot» «Пилотный эпизод»                          | № 52           | Джо Карнахан    | Джон Бокенкамп                                                                                    | 23 сентября 2013 | 12,58               |
| Разыскиваемый беглец Раймонд «Рэд» Рэддингтон (Спейдер) приходит в ФБР, и предлагает помощь в поиске террориста Ранко Замани (Джейми Джексон), при условии, что он будет говорить только с новичком Элизабет Кин (Бун). Зная, что Замани намерен похитить дочь генерала Даниэля Райкера, Элизабет берёт её на поруки, но на её конвой нападают из засады и девочку похищают. Кроме того, Замани врывается в дом агента и пытает (бьёт ножом в живот) Тома — её мужа. Пока Том лечится, Рэд встречается с Замани, что приводит ФБР к террористу и его убивает агент Дональд Ресслер. Элизабет понимает, что Замани намерен взорвать химическую бомбу, привязанную к дочери Райкера. Она находит девочку в зоопарке, и Рэд посылает знакомого деактивировать устройство. Рэд затем показывает, что он имеет информацию, которая поможет ФБР ликвидировать неизвестные угрозы, найденные им на протяжении многих лет. Позже, когда Элизабет убирает свою квартиру, она находит в тайнике под половицами коробку с деньгами, пистолетом и несколькими поддельными паспортами, с фотографиями Тома. |            |                                                    |                |                 |                                                                                                   |                  |                     |
| 2 | 2          | «The Freelancer» «Фрилансер»                       | № 145          | Джейс Александр | Джон Бокенкамп                                                                                    | 30 сентября 2013 | 11,35               |
| Раймонд сообщает Элизабет о времени и месте, где произойдёт некий террористический акт. После крушения поезда в указанном месте, «Рэд», зная что это работа наёмного убийцы по кличке «Фрилансер», вместе с Элизабет узнаёт имя следующей жертвы: Флориана Кампо (Изабелла Росселлини) — гуманитарный работник, борющийся из секс-работорговлей картелей. На одном из благотворительных вечеров Флорианы, «Рэд» указывает Ресслеру, кто из гостей — Фрилансер, и агент схватывает преступника. Фрилансер признаётся, что он лишь приманка, нанятая самим Рэддингтоном, который хочет отравить Кампо. Оказывается, Флориана Кампо — глава картеля, занимающегося продажей девушек, а свою «гуманитарную» работу она использует для устранения конкурентов. Между тем, как часть соглашения по иммунитету Рэддингтона, агент ЦРУ Мира Малик вступает в группу охраны Реймонда. Тома выписали из больницы, а Элизабет прячет его коробку обратно под половицу. Позже она просматривает видеозапись, где Том на слушаниях по усыновлению ребёнка говорит, что любит её. |            |                                                    |                |                 |                                                                                                   |                  |                     |
| 3 | 3          | «Wujing» «Вуцзин»                                  | № 84           | Майкл Уоткинс   | Лукас Рейтер                                                                                      | 7 октября 2013   | 11,18               |
| В Шанхае расстреливают неизвестного, похищают сумку с ноутбуком и уезжают. Позже хакер пытается взломать закодированную в украденном ноутбуке информацию, не может этого сделать, и Вуцзин принимает решение — нанять Реддингтона. Элизабет достаёт пистолет, спрятанный в тайнике, стреляет в стопку справочников, чтобы получить пулю и гильзу, необходимые для баллистической экспертизы. В доме Элизабет, когда все уходят, неизвестная группа устанавливает скрытые камеры. Элизабет и Ред получают задание встретиться с Вуцзином, скопировать информацию, чтобы защитить архитектора — внештатного агента ФБР. Они экипируются компьютером-взламывателем с радиопередатчиком, позволяющим ФБР получить сигнал и расшифровать его. Убежище Ву находится глубоко под землёй, сигнал не проходит и, пока Ред отвлекает всех, «подозревая», что припаркованный над убежищем фургон принадлежит группе захвата ФБР (которая действительно там на случай провала операции), Элизабет незаметно переставляет передатчик в другой компьютер, копирует нужные данные с компьютера Вуцзина и параллельно «взламывает» код. Ред и Лиззи собираются уходить, но срабатывает сигнал тревоги, двери блокируются. Вуцзин говорит, что среди них предатель, и начинает избивать своего «штатного» хакера, разбивает у его головы ноутбук, хакер замечает радиопередатчик, понимает, кто предатель, но Ред внезапно убивает его тремя выстрелами. Поскольку и ФБР, и Вуцзин знают, кто является агентом, за ним начинается охота, агента спасают. Ред и Лиззи уходят вместе с Ву, высаживаются в нужном месте, после чего Ву задерживают. Элизабет получает отчёт-досье баллистической экспертизы, но оно засекречено. В это же время имеющие более высокие права доступа Ресслер и Купер смотрят это же незасекреченное досье, и задаются вопросом, откуда у Лиззи этот пистолет. |            |                                                    |                |                 |                                                                                                   |                  |                     |
| 4 | 4          | «The Stewmaker» «Кашевар»                          | № 161          | Винс Мизиано    | Патрик Мэссет и Джон Зинман                                                                       | 14 октября 2013  | 10,93               |
| Элизабет свидетельствует против наркобарона Гектора Лорки (Клифтон Коллинз-младший), когда жизненно важного свидетеля внезапно похитили. Ред считает, что свидетель было похищен «Кашеваром» (Том Нунен), экспертом-химиком, который использует химические вещества, чтобы растворить тела жертв, на счету которого бесчисленные исчезновения. Элизабет обращается к Лорки, чтобы помочь захватить Суповара, но попадает к химику в плен. Ред и Ресслер вынуждены работать вместе; они встречаются с Лорки, чтобы получить информацию по Кашевару (настоящее имя которого Стэнли Корниш). Между тем, Стэнли пытает Элизабет с введенных химических веществ. Ред находит убежище Корниша, спасает Элизабет, и убивает химика, толкая его в химическую ванну, подготовленную для Элизабет. Ред также крадёт фотографию девочки из фотоальбома, в котором размещены фото всех жертв Корниша. Элизабет пытается выяснить что-то о убийстве, совершённом с помощью найденного ей в тайнике оружия мужа и узнаёт, где и когда это произошло — в Бостоне, в то время как она была там с Томом, который сказал, что ходил на собеседование в отель, где произошло убийство. |            |                                                    |                |                 |                                                                                                   |                  |                     |
| 5 | 5          | «The Courier» «Курьер»                             | № 85           | Ник Гомес       | Джон Келли                                                                                        | 21 октября 2013  | 10,44               |
| В доме агента Кин установлены скрытые камеры. Ред рассказывает Лиз о следующей цели в чёрном списке — это «Курьер». Во время операции удается схватить преступника. В ходе допроса выясняется, что он не чувствует физическую боль и его шрамы что-то скрывают. Была найдена флэшка с записью похищения аналитика национальной безопасности. У команды 20 часов, чтобы спасти его. Лиз продолжает искать информацию об убийстве из пистолета её мужа. Тому и Элизабет предстоит серьезный разговор. |            |                                                    |                |                 |                                                                                                   |                  |                     |
| 6 | 6          | «Gina Zanetakos» «Джина Занетакос»                 | № 152          | Адам Аркин      | Венди Вест                                                                                        | 28 октября 2013  | 10,51               |
| После выяснений отношений, Лиз привозит Тома на допрос. Рэд не раскрывает информацию о муже Лиз, однако указывает на Джину Занетакос, которая знает Тома, так как является его любовницей. Агент ЦРУ Мира Малик проводит допрос Тома Кина. Джина планирует взорвать бомбу. Во время борьбы Ресслер ранит Джину; в больнице она сознается, что работает на Рэддингтона. За домом Кин продолжается наблюдение. |            |                                                    |                |                 |                                                                                                   |                  |                     |
| 7 | 7          | «Frederick Barnes» «Фредерик Барнс»                | № 47           | Майкл Уоткинс   | Дж. Р. Орси                                                                                       | 4 ноября 2013    | 10,34               |
| В ходе биологической атаки в метро погибают люди. У Рэда есть информация о предполагаемом преступнике — Фредерике Барнсе. Выяснилось, что люди погибли от редкой болезни Куртца, которая развивается в течение 10 лет. Следующая биологическая атака происходит в здании окружного суда, однако есть выжившие. Фредерик Барнс нашел способ, чтобы спасти своего сына. Лиз и Том мирятся. Помощница Рэда, Лули Зэнг, сообщает о продаже недвижимости, которую Рэд хотел бы приобрести. Этот дом когда-то принадлежал семье Рэддингтона. В памяти Рэда всплыли воспоминания о прошлом. |            |                                                    |                |                 |                                                                                                   |                  |                     |
| 8 | 8          | «General Ludd» «Генерал Лудд»                      | № 109          | Стивен Суржик   | Аманда Кейт Шуман                                                                                 | 11 ноября 2013   | 10,69               |
| Грузовой самолёт взорвался через 90 секунд после взлёта, есть погибшие из гражданских. По словам Рэддингтона, за взрывом стоит генерал Лудд. Рэд обещал найти человека, подготовившего крушение самолёта — Натэниеля Вульфа. Благодаря видеозаписям, у команды есть подозреваемый. В его квартире проводят обыск, однако отпечатки принадлежат Вульфу. Рэд и Лиз приходят к пластическому хирургу, доктору Абрахаму Мальц, который называет имя пациента. ФБР узнаёт, что Бредли Холанд — пилот самолёта, который планирует ещё один взрыв. Рэд и Том знают о болезни отца Лиз и летят к нему, а Лиз вынуждена остаться, т.к все рейсы отменены из-за угрозы терактов. Выясняется, что Лиз — приемная дочь и отец хочет рассказать ей правду, однако Рэд не может этого допустить. Том и Рэд встречаются в больнице. Натэниел Вульф пытается сбежать из страны. |            |                                                    |                |                 |                                                                                                   |                  |                     |
| 9 | 9          | «Anslo Garrick» «Ансло Гэррик: Часть 1»            | № 16           | Джо Карнахан    | Сюжет : Джо Карнахан и Джейсон Джордж Телесценарий : Джо Карнахан                                 | 25 ноября 2013   | 10,96               |
| Агент Дональд Рэстлер обманом привозит Рэддингтона на «почту», так как на него готовится покушение. По словам Рэда, в группе есть предатель, и Ансло Гэррик намерен атаковать штаб. Во время атаки отключают электроэнергию, нет связи. Кин застревает в лифте, а агента Рэстлера серьезно ранят. Чтобы спастись, Рэд с Рэстлером запираются в камере. Сообщники Ансло Гаррика убивают заложников. |            |                                                    |                |                 |                                                                                                   |                  |                     |
| 10 | 10         | «Anslo Garrick Conclusion» «Ансло Гэррик: Часть 2» | № 16           | Майкл Уоткинс   | Лукас Рейтер и Дж. Р. Орси                                                                        | 2 декабря 2013   | 11,67               |
| Агент Рэстлер говорит пароль от камеры, так как на кону жизнь Элизабет. Ансло Гаррик и его команда уходят, взяв в заложники Реддингтона и агента Кин, которой удается сбежать. Рэстлер в больнице. Отдел расформирован. Однако Арам выяснил, что на «почту» поступали звонки с одного номера. Данный номер зарегистрирован по адресу, с которого ведется наблюдение за домом Кин. Элизабет дозвонилась до мистера Каплана. Был обнаружен пост наблюдения за всеми агентами. |            |                                                    |                |                 |                                                                                                   |                  |                     |
| 11 | 11         | «The Good Samaritan» «Добрый самаритянин»          | № 106          | Дэн Лернер      | Брэндон Марголис и Брэндон Сонньер                                                                | 13 января 2014   | 9,35                |
| На детском празднике была опоена и похищена женщина. Это дело передают агенту Кин, так как она раньше им занималась. Похититель наносит ранение жертве и звонит в службу спасения, поэтому его прозвали «добрый самаритянин». Но не все так просто, как кажется на первый взгляд. Рэд находит людей, причастных к его похищению. Предполагаемый крот — Арам. |            |                                                    |                |                 |                                                                                                   |                  |                     |
| 12 | 12         | «The Alchemist» «Алхимик»                          | № 101          | Винс Мизиано    | Энтони Спаркс                                                                                     | 20 января 2014   | 8,83                |
| В результате авиакатастрофы погибли Питер и Кэтрин Мадржик — сербские мафиози, ставшие информаторами. Хоть ДНК и соответствовало, но в результате тщательных тестов удалось выяснить, что это не они. Изменить ДНК под силу только Алхимику. Рэд ищет информацию на крота и находит его. Алхимик убивает своих клиентов. Дома Том организовывает вечеринку, куда приходят его коллеги по работе. В доме алхимика находят трупы его жены и дочери. Рэстлер ужинает со своей бывшей невестой, которая навещала его в больнице. Том приходит на выставку фотографии к Джолин — преподавательнице, с которой он познакомился у себя дома. |            |                                                    |                |                 |                                                                                                   |                  |                     |
| 13 | 13         | «The Cyprus Agency» «Кипрское агентство»           | № 64           | Майкл Уоткинс   | Лукас Рейтер                                                                                      | 27 января 2014   | 10,17               |
| Том и Лиз готовы усыновить ребёнка. В это время Рэд даёт Лиз новое дело — Кипрское агентство по усыновлению детей. Крот соглашается помочь Рэду найти виновных. ФБР берёт ДНК у всех усыновленных детей, однако совпадений не найдено. Более подробный анализ показывает, что дети принадлежат женщинам, пропавшим без вести. После этого дела Лиз отказывается усыновлять ребёнка. Рэймонд находит виновного и убивает его. |            |                                                    |                |                 |                                                                                                   |                  |                     |
| 14 | 14         | «Madeline Pratt» «Мадлен Пратт»                    | № 73           | Майкл Зинберг   | Джим Камполонго                                                                                   | 24 февраля 2014  | 11,18               |
| В банке Стамбула (Турция) было похищено содержимое ячейки, принадлежавшей Рэду. Это дело рук Мадлен Пратт. Рэд должен украсть статуэтку для неё. В подготовке к похищению статуэтки участвует Лиз и агенты. Рэд и Лиз отправляются в сирийское посольство. Лиз идет за статуэткой, но сейф оказывается пустым. Мадлен Пратт сама похищает статуэтку. Позже Мадлен признается, что решила отомстить Рэду. Их похищают. Том едет на учительскую конференцию и в отеле неожиданно встречает Джолин. Мадлен уезжает, забрав картину Рэда с собой во Флоренцию. |            |                                                    |                |                 |                                                                                                   |                  |                     |
| 15 | 15         | «The Judge» «Судья»                                | № 57           | Питер Вернер    | Джонатан Шапиро и Лукас Рейтер                                                                    | 3 марта 2014     | 11,01               |
| Найден человек, который 12 лет считался пропавшим. По словам Рэда, это дело рук, так называемого, Судьи. Рэддингтон разыскивает девушку по имени Джолин Паркер. Найден сообщник Судьи и прошения о помиловании. Гарольд Купер похищен. Том и Джолин совсем не те, за кого себя выдают. |            |                                                    |                |                 |                                                                                                   |                  |                     |
| 16 | 16         | «Mako Tanida» «Мако Танида»                        | № 83           | Майкл Уоткинс   | Сюжет : Джо Карнахан Телесценарий : Джон Эйзендрат, Джон Бокенкамп, Патрик Мэссет и Джон Зинман   | 17 марта 2014    | 10,97               |
| Том приходит домой и видит там Джолин, беседующую с Лиз. Рэстлер разыскивает Рэда. Рэду необходима помощь при поимке Мако Танида, который убил агента. Позже был убит ещё один агент. Жизнь агента Рэстлера под угрозой, на него совершается покушение. Выясняется, что у Тома с Джолин есть много общего. Том избавляется от трупов. Рэстлер получает посылку от Рэддингтона. |            |                                                    |                |                 |                                                                                                   |                  |                     |
| 17 | 17         | «Ivan» «Иван»                                      | № 88           | Рэндолл Зиск    | Дж. Р. Орси и Аманда Кейт Шуман                                                                   | 24 марта 2014    | 10,80               |
| В дом Кин приходит детектив и расспрашивает о пропавшей Джолин Паркер. Рэд заинтересовался автомобильной аварией. По его словам к ней причастен кибер преступник Иван. Арам выясняет, что в системе машины произошел сбой, и подушка безопасности сработала до аварии. Национальная безопасность также интересуется аварией. Погибший работал над «отмычкой», которая вскрывает любые защищенные сети. Рэд летит в Минск (Беларусь), чтобы встретиться с Иваном. За своё спасение Иван вынужден вернуть деньги, когда-то украденные у Рэда. Лиз узнаёт, кто на самом деле Джолин. Получив распечатку звонков с адресами, агент Кин идет на склад, откуда был сделан последний звонок с телефона Джолин. Лиз становится все известно. |            |                                                    |                |                 |                                                                                                   |                  |                     |
| 18 | 18         | «Milton Bobbit» «Милтон Боббит»                    | № 135          | Стивен Адельсон | Даниэль Волл                                                                                      | 31 марта 2014    | 11,39               |
| Женщина садится в такси и её убивают. Ред рассказывает Лиз о её муже. Произошло ещё одно убийство. В обоих случаях также погибает и убийца. Том и Лиз решили обновить свадебные клятвы. Лиз организует вечеринку, на которую приглашает брата Тома. На счета убийц были переведены крупные суммы денег. Агенты ФБР сумели предотвратить следующее убийство. Рэд по отпечаткам пальцев помогает Лиз узнать, кто же на самом деле брат Тома. Все три убийцы связаны между собой, также как и жертвы. |            |                                                    |                |                 |                                                                                                   |                  |                     |
| 19 | 19         | «The Pavlovich Brothers» «Братья Павлович»         | № 119-122      | Пол Эдвардс     | Элизабет Бенжамин                                                                                 | 21 апреля 2014   | 11,24               |
| Лиз ставит «жучок» на ключи Тома. Китайская женщина-ученый была посажена за измену, после того, как хотела сообщить о секретном оружии. Был организован побег, однако братья Павлович похищают её. Рэд и Лиз следят за Томом. Позже Том сбегает. Рэд находит человека, с которым у Тома сорвалась встреча. Ключ в лампе от банковской ячейки. Там Лиз находит фотографии. |            |                                                    |                |                 |                                                                                                   |                  |                     |
| 20 | 20         | «The Kingmaker» «Серый кардинал»                   | № 42           | Карен Гавиола   | Лукас Рейтер и Дж. Р. Орси                                                                        | 28 апреля 2014   | 10,85               |
| Член парламента в Праге, Эмиль Дюшек, обвиняется в убийстве молодого человека. Рэд подозревает Кардинала. Кардинал готов помочь конгрессмену из Нью-Йорка, чтобы его рейтинг вырос. В номере Кардинала были найдены план дома, коды сигнализации и схемы проводки. Это дом действующего сенатора. Лиз узнала, что во время смерти своего отца Рэд был в палате. |            |                                                    |                |                 |                                                                                                   |                  |                     |
| 21 | 21         | «Berlin» «Берлин»                                  | № 8            | Майкл Зинберг   | Джон Эйзендрат и Джон Бокенкамп                                                                   | 5 мая 2014       | 10,47               |
| В банке умирает человек от смертельного вируса. Других пострадавших нет, так как вирус рассчитан на конкретную жертву. В кармане умершего обнаружен антидот. Лиз рассказывает агенту Рэстлеру и ФБР о своем муже. Том понял, что за ним следят. Данным вирусом инфицировали ещё людей; они не получат антидот, если не выполнят задания. Лиз ищет информацию на Берлина. Рэд под прицелом у ФБР. |            |                                                    |                |                 |                                                                                                   |                  |                     |
| 22 | 22         | «Berlin Conclusion» «Берлин: Развязка»             | № 8            | Майкл Уоткинс   | Сюжет : Ричард Д’Овидио Телесценарий : Джон Эйзендрат, Джон Бокенкамп, Лукас Рейтер и Дж. Р. Орси | 12 мая 2014      | 10,44               |
| Разбивается самолёт с заключенными на борту. Рэд арестован. Том передаёт список, в котором 5 имен агентов ФБР. Одной из причин, по которой Рэд сдался ФБР, был Берлин. У ФБР есть список пассажиров разбившегося самолёта — они пытается вычислить кто Берлин на самом деле. На двух агентов ФБР уже совершены покушения. После того, как Лиз стреляла в Тома, он признается, что её отец жив. |            |                                                    |                |                 |                                                                                                   |                  |                     |

### Сезон 2 (2014—2015)
| № общий | № в сезоне | Название                                               | Номер в списке | Режиссёр           | Автор сценария | Дата премьеры    | Зрители в США (млн) |
| --- | ---------- | ------------------------------------------------------ | -------------- | ------------------ | --- | ---------------- | ------------------- |
| 23 | 1          | «Lord Baltimore» «Лорд Балтимор»                       | № 104          | Майкл Уоткинс      | Джон Бокенкамп и Джон Эйзендрат                                                                                   | 22 сентября 2014 | 12,55               |
| Рэймонд Рэддингтон отправляется в Камерун в поисках зацепки, чтобы подобраться к Берлину. Разговорив лидера местных боевиков, он узнаёт, что его противник нанял хакера по имени "Лорд Балтимор" для сбора неких данных. Министерство юстиции недовольно тем, как работает секретный штаб в отсутствие Гарольда Купера, но тот после ранения не хочет возвращаться на свой пост. Арам вычисляет способ, при помощи которого "Лорд Балтимор" собирает информацию. Под подозрение попадает Роуэн - сотрудница крупной финансовой компании. Рэддингтона преследует загадочная женщина. Берлин наносит новый удар. |            |                                                        |                |                    | |                  |                     |
| 24 | 2          | «Monarch Douglas Bank» «Банк "Монарх Дуглас"»          | № 112          | Пол Эдвардс        | Кристел Рейдел, Аманда Кейт Шуман и Дэниел Кнауф                                                                  | 29 сентября 2014 | 10,51               |
| В польской столице совершено дерзкое ограбление банка Монарх Дуглас. Сумма похищенного довольно мала, но Рэддингтон сообщает Элизабет Кин, что через Варшавский филиал отмывали деньги многие преступные организации. Гарольд Купер отправляет Элизабет и Дональда Ресслера в Польшу, где им предстоит работать с агентом Полом Салерно. В ходе расследования выясняется, что истинной целью злоумышленников была секретная база данных по финансовым операциям, хранившаяся на весьма необычном носителе. Тем временем бывшая жена Рэя Наоми, пленница Берлина, предпринимает попытку к бегству.              |            |                                                        |                |                    | |                  |                     |
| 25 | 3          | «Dr. James Covington» «Доктор Джеймс Ковингтон»        | № 89           | Карен Гавиола      | Лукас Рейтер и Дж. Р. Орси                                                                                        | 6 октября 2014   | 10,07               |
| Выясняется о существовании некоего доктора Ковингтона, который занимается незаконной пересадкой органов и замечен в тесной связи с преступностью. Рабочая группа пытается выйти на него с помощью знакомого судебно-медицинского эксперта. Команда сталкивается с тайной подземной клиникой, а Лиз опять высушивает мнение о тайных махинациях Рэдингтона. |            |                                                        |                |                    | |                  |                     |
| 26 | 4          | «Dr. Linus Creel» «Доктор Лайнус Крил»                 | № 82           | Майкл Уоткинс      | Майк Островски | 13 октября 2014  | 9,76                |
| Рэдингтон предлагает Наоми выгодный обмен информации и начинает подготовку к её отъезду вместе с супругом. Тем временем команда занимается попыткой расшифровки секретного сенаторского отчёта, вокруг которого происходит ряд убийств. Происходит снайперское покушение, однако вместо Рэдингтона погибает Крил. Элизабет пытается с помощью Наоми выяснить тайны Рэда. |            |                                                        |                |                    | |                  |                     |
| 27 | 5          | «The Front» «Фронт»                                    | № 74           | Стивен А. Адельсон | Сюжет : Адам Сассман Телесценарий : Джим Камполонго и Адам Сассман                                                | 20 октября 2014  | 9,34                |
| Международный террорист по имени Мэддокс Бек занят созданием смертоносного вируса, что бы вызвать смертельную эпидемию. Члены рабочей группы подвергаются смертельной опасности и в итоге сами заражаются вирусом, теперь их жизни висят на волоске. Рэду удается найти сыворотку и он закрывает проблему Бека, в то время как Элизабет не может оставить тайны Рэда в покое. |            |                                                        |                |                    | |                  |                     |
| 28 | 6          | «The Mombasa Cartel» «Картель Момбаса»                 | № 114          | Дэвид Платт        | Дэниэл Кнауф | 27 октября 2014  | 9,57                |
| В 80-е года на территории Сьера Лионе действует преступная группа по похищению и торговле людьми. В наши дни один из лидеров группировки похищен, его тело найдено на территории Камчатки. Теперь команде предстоит расследование деятельности картеля Момбаса, который специализируется на торговле людьми. Для этого Рэд предлагает арестовать одного из деловых партнёров преступной группировки. |            |                                                        |                |                    | |                  |                     |
| 29 | 7          | «The Scimitar» «Скимитар»                              | № 22           | Карен Гавиола      | Дж. Р. Орси и Лукас Рейтер                                                                                        | 3 ноября 2014    | 9,30                |
| 30 | 8          | «The Decembrist» «Декабрист»                           | № 12           | Майкл Уоткинс      | Джон Эйзендрат и Джон Бокенкамп                                                                                   | 10 ноября 2014   | 9,75                |
| 31 | 9          | «Luther Braxton» «Лютер Брэкстон»                      | № 21           | Джо Карнахан       | Сюжет : Дж. Р. Орси, Лукас Рейтер, Джон Эйзендрат и Джон Бокенкамп Телесценарий : Джон Бокенкамп и Джон Эйзендрат | 1 февраля 2015   | 25,72               |
| 32 | 10         | «Luther Braxton Conclusion» «Лютер Брэкстон: Развязка» | № 21           | Майкл Уоткинс      | Сюжет : Кристел Рейдел и Винсент Эйнджелл Телесценарий : Майк Островски и Джим Камполонго                         | 5 февраля 2015   | 10,11               |
| 33 | 11         | «Ruslan Denisov» «Руслан Денисов»                      | № 67           | Эндрю МакКарти     | Джонатан Шапиро и Лукас Рейтер                                                                                    | 12 февраля 2015  | 8,19                |
| 34 | 12         | «The Kenyon Family» «Семейство Кеньонов»               | № 71           | Дэвид Платт        | Винсент Эйнджелл и Дэниэл Кнауф                                                                                   | 19 февраля 2015  | 7,71                |
| 35 | 13         | «The Deer Hunter» «Охотник на оленей»                  | № 93           | Эндрю МакКарти     | Аманда Кейт Шуман                                                                                                 | 26 февраля 2015  | 8,01                |
| 36 | 14         | «T. Earl King VI» «Т. Эрл Кинг VI»                     | № 94           | Стивен Адельсон    | Брэндон Сонньер и Брэндон Марголис                                                                                | 5 марта 2015     | 8,23                |
| 37 | 15         | «The Major» «Майор»                                    | № 75           | Майкл Уоткинс      | Джон Бокенкамп, Джон Эйзендрат и Лукас Рейтер                                                                     | 12 марта 2015    | 7,53                |
| 38 | 16         | «Tom Keen» «Том Кин»                                   | № 7            | Эндрю МакКарти     | Сюжет : Дж. Р. Орси, Лукас Рейтер, Джон Бокенкамп и Джон Эйзендрат Телесценарий : Лукас Рейтер и Дж. Р. Орси      | 19 марта 2015    | 8,64                |
| 39 | 17         | «The Longevity Initiative» «Программа «Долголетие»»    | № 97           | Дональд Торин-мл.  | Лукас Рейтер и Дж. Р. Орси                                                                                        | 26 марта 2015    | 8,12                |
| 40 | 18         | «Vanessa Cruz» «Ванесса Круз»                          | № 117          | Гай Ферланд        | Винсент Эйнджелл и Дэниэл Кнауф                                                                                   | 2 апреля 2015    | 7,70                |
| 41 | 19         | «Leonard Caul» «Леонард Коул»                          | № 62           | Майкл Ваксман      | Брэндон Марголис, Брэндон Сонньер, Кристел Рейдел и Джим Камполонго                                               | 23 апреля 2015   | 7,47                |
| 42 | 20         | «Quon Zhang» «Цюань Джанг»                             | № 87           | Карен Гавилова     | Дж. Р. Орси и Лукас Рейтер                                                                                        | 30 апреля 2015   | 6,60                |
| 43 | 21         | «Karakurt» «Каракурт»                                  | № 55           | Стивен Адельсон    | Дэниэл Кнауф | 7 мая 2015       | 6,90                |
| 44 | 22         | «Tom Connolly» «Том Коннолли»                          | № 11           | Майкл Уоткинс      | Джон Эйзендрат и Джон Бокенкамп                                                                                   | 14 мая 2015      | 7,49                |

### Сезон 3 (2015—2016)
| № общий | № в сезоне | Название                                               | Номер в списке | Режиссёр           | Автор сценария | Дата премьеры   | Зрители в США (млн) |
| --- | ---------- | ------------------------------------------------------ | -------------- | ------------------ | --- | --------------- | ------------------- |
| 38 | 1          | «The Troll Farmer» «Фермер-Тролль»                     | № 38           | Майкл Уоткинс      | Джон Бокенкамп и Джон Эйзендрат                                                                                   | 1 октября 2015  | 7,76                |
| Ред и Лиз скрываются от ФБР. Отсидеться в убежище не выходит, и тогда Реддингтон обращается к «Фермеру-Троллю», чтобы тот отвлёк внимание сил правопорядка, что позволило бы беглецам покинуть город. Однако Ресслер раскрывает уловку до того, как Лиз успевает выбраться из оцепления. В отчаянии она ищет убежища в посольстве России. |            |                                                        |                |                    | |                 |                     |
| 46 | 2          | «Marvin Gerard» «Марвин Джерард»                       | № 80           | Эндрю Маккарти     | Сюжет : Дж. Р. Орси и Лукас Рейтер Телесценарий : Даниэль Кнауф, Брэндон Сонье и Брэндон Марголис                 | 8 октября 2015  | 7,02                |
| Выбравшись из посольства, Лиз с Реддингтоном останавливаются в забегаловке, принадлежащим его знакомым. Когда их обнаруживает ФБР, Ред берёт посетителей кафе в заложники и требует привести к нему Марвина Джерарда, адвоката, отбыващего срок за похищение собственного сына, который ведёт из тюрьмы дела многих преступников.         |            |                                                        |                |                    | |                 |                     |
| 47 | 3          | «Eli Matchett» «Илай Матчетт»                          | № 72           | Стивен А. Адельсон | Лукас Рейтер и Дж. Р. Орк                                                                                         | 15 октября 2015 | 6,93                |
| Ред и Лиз высаживаются на Среднем Западе. Ресслер, Самар и Арам идут за ними по пятам. В процессе они натыкаются на то, что может перерасти в глобальный продовольственный кризис. |            |                                                        |                |                    | |                 |                     |
| 48 | 4          | «The Djinn» «Джинн»                                    | № 43           | Омар Мадха         | Даниель Чероне | 22 октября 2015 | 6,68                |
| Чтобы выйти на «Заговор», Ред и Лиз отправлятся на поиски Джинна, таинственной женщины, воплощащей за деньги изощрённые планы мести. |            |                                                        |                |                    | |                 |                     |
| 49 | 5          | «Arioch Cain» «Ариох Каин»                             | № 50           | Алекс Закржевски   | Дон Денун | 29 октября 2015 | 7,03                |
| Охотники за головами и целый ряд неизвестных убийц объявляют на агента Кин охоту, в то время как ФБР и Реддингтон объединяют усилия, чтобы защитить её. |            |                                                        |                |                    | |                 |                     |
| 50 | 6          | «Sir Crispin Crandall» «Сэр Криспин Крэндл»            | № 86           | Ами Ханаан Манн    | Дейв Томас | 5 ноября 2015   | 6,44                |
| В поисках ближайшего помощника Директора, который пропал некоторое время назад, Ред и Лиз выходят на миллионера, похищащего наиболее выдащихся учёных современности. |            |                                                        |                |                    | |                 |                     |
| 51 | 7          | «Zal Bin Hasaan» «Зал Бин Хасан»                       | № 31           | Майкл Уоткинс      | Брэндон Сонье и Брэндон Марголис                                                                                  | 12 ноября 2015  | 6,75                |
| Группа Ресслера берётся за освобождение сотрудников посольства, захваченных Зал Бин Хасаном, террористом, к которому у Самар давние счёты. В ходе операции Самар находит своего брата, которого давно считала погибшим. |            |                                                        |                |                    | |                 |                     |
| 52 | 8          | «Kings of the Highway» «Короли автострады»             | № 108          | Терренс О’Хара     | Брайан Студлер | 19 ноября 2015  | 6,91                |
| Ред становится жертвой похищенния банды вымогателей из маленького города, и Лиз должна срочно найти деньги, чтобы заплатить выкуп. Ресслер обнаруживает, что Самар поддерживала связь с Реддингтоном, и устанавливает его место нахождение. Прибыв на место, ФБР арестовывает Лиз, но Реду удается уйти.                                  |            |                                                        |                |                    | |                 |                     |
| 53 | 9          | «The Director» «Директор»                              | № 24           | Мэри Ламберт       | Даниель Чероне | 7 января 2016   | 7,52                |
| В то время как Лиз ожидает судебного разбирательства, Рэд и Арам принимают решительные меры, чтобы обеспечить её защиту. |            |                                                        |                |                    | |                 |                     |
| 54 | 10         | «The Director Conclusion» «Директор: Развязка»         | № 24           | Джон Терлесски     | Лукас Рейтер | 14 января 2016  | 7,47                |
| «Заговор» готовит покушение на Элизабет Кин. В ответ Ред похищает Директора. |            |                                                        |                |                    | |                 |                     |
| 55 | 11         | «Mr. Gregory Devry» «Мистер Грегори Дэврай»            | № 95           | Алекс Закржевски   | Даниэль Кнауф | 21 января 2016  | 7,42                |
| С Лиз, наконец-то, сняты все подозрения и обвинения, её имя омыто и она пытается вернуть свою прежнюю жизнь. Тем временем, ФБР арестовывает человека, который утверждает, что это он настоящий Реймонд Реддингтон. Лиз узнаёт, что беременна.                                                                                             |            |                                                        |                |                    | |                 |                     |
| 56 | 12         | «The Vehm» «Фем»                                       | № 132          | Майкл Уоткинс      | Винсент Энджелл                                                                                                   | 28 января 2016  | 7,16                |
| Один из людей, работающих на Реддигтона, был убит редким средневековым орудием. ФБР обнаруживает ещё несколько похожих случаев, что выводит их на группу осуждённых за педофилию, которые считают, что расправлятся с себе подобными. Однако некоторые доказательства преступлений их жертв явно сфабрикованы.                            |            |                                                        |                |                    | |                 |                     |
| 57 | 13         | «Alistair Pitt» «Алистер Питт»                         | № 103          | Билл Роу           | Сюжет : Николь Филлипс Телесценарий : Николь Филлипс и Адам Суссман                                               | 4 февраля 2016  | 6,49                |
| Рэд и Лиз вместе с оперативной группой обращаются за помощью к ФБР, чтобы остановить посредника, который опять пытается объединить два конкурирующих преступных клана в свою пользу. |            |                                                        |                |                    | |                 |                     |
| 58 | 14         | «Lady Ambrosia» «Леди Амброзия»                        | № 77           | Тим Хантер         | Тейлор Мартин | 11 февраля 2016 | 6,43                |
| После нахождения ребёнка, который считался умершим, Рэд, Лиз и оперативная группа начинают поиски женщины, которая может быть причастна к похищению детей. |            |                                                        |                |                    | |                 |                     |
| 59 | 15         | «Drexel» «Дрексель»                                    | № 113          | Антон Кроппер      | Дейв Метцгер | 18 февраля 2016 | 6,02                |
| После того, как основатель успешного стартапа найден мертвым, Рэд признаёт место преступления работой известного убийцы, создащего из своих преступлений произведения современного искусства. |            |                                                        |                |                    | |                 |                     |
| 60 | 16         | «The Caretaker» «Хранитель»                            | № 78           | Дон Торин-младший  | Дейв Томас | 25 февраля 2016 | 5,97                |
| После того, как представитель госдепартамента найден мертвым в Пекине, Рэд и Лиз связывают убийство с секретным хранителем, известным как «Хранитель», который содержит хранилище различных секретов для преступников. |            |                                                        |                |                    | |                 |                     |
| 61 | 17         | «Mr. Solomon» «Мистер Соломон»                         | № 32           | Эгиль Эгилссон     | Брайан Студлер | 7 апреля 2016   | 6,42                |
| После того, как Рэд узнаёт, что тактическое ядерное оружие является целью злоумышленников, оперативная группа спешит, изо всех сил пытаясь остановить их, чтобы предотвратить неизбежную ядерную катастрофу. Том и Лиз решают пожениться.                                                                                                 |            |                                                        |                |                    | |                 |                     |
| 62 | 18         | «Mr. Solomon Conclusion» «Мистер Соломон: Развязка»    | № 32           | Джон Терлесски     | Даниель Чероне | 14 апреля 2016  | 6,74                |
| После срыва свадьбы Том и Лиз пытаются найти укрытие от людей Соломона, однако дело осложняется тем, что у Лиз начались роды. |            |                                                        |                |                    | |                 |                     |
| 63 | 19         | «Cape May» «Кейп-Мэй»                                  | н/д            | Майкл Уоткинс      | Даниэль Кнауф | 21 апреля 2016  | 7,02                |
| Таинственная красавица, убегая от неизвестных преследователей, случайно сталкивается с Рэдом и заручается его помощью, чтобы бороться против напавших на неё. |            |                                                        |                |                    | |                 |                     |
| 64 | 20         | «The Artax Network» «Сеть «Артакс»»                    | № 41           | Дон Торин-младший  | Дон Денун | 28 апреля 2016  | 6,70                |
| После того, как неожиданная потеря опустошает рабочую группу ФБР, они должны разыскать нападавших, таинственную группу, агенты которой используют международную спутниковую сеть. |            |                                                        |                |                    | |                 |                     |
| 65 | 21         | «Susan Hargrave» «Сьюзан Харгрейв»                     | № 18           | Эндрю Маккарти     | Сюжет : Дж. Р. Орси и Лукас Рейтер Телесценарий : Винсент Энджелл, Даниэль Чероне и Брайан Студлер                | 5 мая 2016      | 6,65                |
| ФБР выходит на человека, организовавшего нападение на Лиз, владелицу частной разведывательной компании, Сьюзан Харгрейв. Однако она только выполняла заказ и в качестве жеста доброй воли предлагает объединиться против её заказчика. |            |                                                        |                |                    | |                 |                     |
| 66 | 22         | «Alexander Kirk» «Александр Кирк»                      | № 14           | Майкл Диннер       | Сюжет : Джон Бокенкамп, Джон Эйзендрат, Дж. Р. Орси и Лукас Рейтер Телесценарий : Джон Бокенкамп и Джон Эйзендрат | 12 мая 2016     | 6,62                |
| Поскольку Реддингтон и команда приближаются к таинственному высокопоставленному преступнику, ответственному за недавние трагические события, они вынуждены действовать за пределами своей зоны комфорта - и вне закона - для того, чтобы раз и навсегда уничтожить их врага.                                                              |            |                                                        |                |                    | |                 |                     |
| 67 | 23         | «Alexander Kirk Conclusion» «Александр Кирк. Развязка» | № 14           | Билл Роу           | Лукас Рейтер и Дж. Р. Орк                                                                                         | 19 мая 2016     | 6,88                |
| Когда Реддингтон и оперативная группа настигают человека, виновного в смерти Лиз, шокирующее предательство останавливает их гонку. |            |                                                        |                |                    | |                 |                     |

### Сезон 4 (2016—2017)
| № общий | № в сезоне | Название                                                   | Номер в списке | Режиссёр          | Автор сценария                                                                                    | Дата премьеры    | Зрители в США (млн) |
| --- | ---------- | ---------------------------------------------------------- | -------------- | ----------------- | ------------------------------------------------------------------------------------------------- | ---------------- | ------------------- |
| 68 | 1          | «Esteban» «Эстебан»                                        | № 79           | Майкл Уоткинс     | Джон Бокенкамп и Джон Эйзендрат                                                                   | 22 сентября 2016 | 6,40                |
| Александр Кирк удерживает Лиз, которая отказывается верить в то, что он её отец. Несколько раз она пытается бежать, но все попытки безуспешны. Рэймонд Реддингтон отправляется спасать Лиз после того, как его предала Мистер Каплан, которой он неохотно позволяет ему помочь. Тем временем Том и Агнесс в плену у людей Кирка. Тому удаётся сбежать. Спецотдел в шоке от правды о смерти Лиз, с которой Самар справляется хуже всех. Ред связывается с человеком из чёрного списка, известного как Эстебан, который работает на ЦРУ, и предлагает сделку, чтобы узнать, где находится Лиз. Но приходит слишком поздно. Реду удаётся вернуть Агнес, но нанятый Кирком охотник за головами Мато врезается в машину. Пассажиры теряют сознание, а Мато забирает Агнесс и исчезает. |            |                                                            |                |                   |                                                                                                   |                  |                     |
| 69 | 2          | «Mato» «Мато»                                              | № 66           | Эндрю Маккарти    | Даниель Чероне                                                                                    | 29 сентября 2016 | 5,99                |
| 70 | 3          | «Miles McGrath» «Майлз Макграт»                            | № 65           | Джон Терлесски    | Лукас Рейтер                                                                                      | 6 октября 2016   | 6,41                |
| 71 | 4          | «Gaia» «Гея»                                               | № 81           | Билл Роу          | Питер Ноа                                                                                         | 13 октября 2016  | 5,85                |
| 72 | 5          | «The Lindquist Concern» «Концерн «Линдкуист»»              | № 105          | Курт Куэн         | Дон Денун                                                                                         | 20 октября 2016  | 5,32                |
| 73 | 6          | «The Thrushes» «Дрозды»                                    | № 53           | Терренс О’Хара    | Сюжет : Лукас Рейтер и Дейв Метцгер Телесценарий : Дон Денун                                      | 27 октября 2016  | 5,52                |
| 74 | 7          | «Dr. Adrian Shaw» «Доктор Эдриан Шоу»                      | № 98           | Эндрю Маккарти    | Чап Тейлор                                                                                        | 3 ноября 2016    | 5,45                |
| 75 | 8          | «Dr. Adrian Shaw Conclusion» «Доктор Эдриан Шоу: Развязка» | № 98           | Майкл Уоткинс     | Даниель Чероне                                                                                    | 10 ноября 2016   | 5,87                |
| 76 | 9          | «Lipet's Seafood Company» «Рыбный завод Липета»            | № 111          | Дон Торин-младший | Лукас Рейтер, Дейв Метцгер, Дон Денун                                                             | 5 января 2017    | 5,21                |
| 77 | 10         | «The Forecaster» «Прогнозист»                              | № 163          | Эдвард Орнелас    | Ким Ньютон                                                                                        | 12 января 2017   | 5,34                |
| 78 | 11         | «The Harem» «Гарем»                                        | № 102          | Билл Роу          | Мариса Там                                                                                        | 19 января 2017   | 5,01                |
| 79 | 12         | «Natalie Luca» «Натали Люка»                               | № 184          | Майкл Уоткинс     | Ноа Шехтер                                                                                        | 2 февраля 2017   | 5,05                |
| 80 | 13         | «Isabella Stone» «Изабелла Стоун»                          | № 34           | Эндрю Маккарти    | Тейлор Мартин                                                                                     | 9 февраля 2017   | 4,91                |
| 81 | 14         | «The Architect» «Архитектор»                               | № 107          | Кристин Джи       | Чап Тейлор и Дейв Метцгер                                                                         | 16 февраля 2017  | 4,76                |
| 82 | 15         | «The Apothecary» «Аптекарь»                                | № 59           | Майкл Караччиоло  | Сюжет : Брайан Студлер Телесценарий : Мариса Там                                                  | 23 февраля 2017  | 4,98                |
| 83 | 16         | «Dembe Zuma» «Дембе Зума»                                  | № 10           | Жан де Сегонзак   | Брендон Марголис и Брэндон Сонье                                                                  | 20 апреля 2017   | 4,88                |
| 84 | 17         | «Requiem» «Реквием»                                        | н/д            | Терренс О’Хара    | Даниель Чероне                                                                                    | 20 апреля 2017   | 4,90                |
| 85 | 18         | «Philomena» «Филомена»                                     | № 61           | Майкл Уоткинс     | Питер Ноа                                                                                         | 27 апреля 2017   | 4,86                |
| 86 | 19         | «Dr. Bogdan Krilov» «Доктор Богдан Крылов»                 | № 29           | Дон Торин         | Сюжет : Брайан Студлер и Мариса Там Телесценарий : Лукас Рейтер, Джон Эйзендрат и Джон Бокенкамп  | 4 мая 2017       | 4,82                |
| 87 | 20         | «The Debt Collector» «Коллектор»                           | № 46           | Билл Ро           | Сюжет : Джон Бокенкамп и Лукас Рейтер Телесценарий : Ким Ньютон и Даниель Чероне                  | 11 мая 2017      | 4,87                |
| 88 | 21         | «Mr. Kaplan» «Мистер Каплан»                               | № 4            | Дон Торин         | Сюжет : Лукас Рейтер и Дж. Р. Орси Телесценарий : Джон Эйзендрат                                  | 18 мая 2017      | 4,94                |
| 89 | 22         | «Mr. Kaplan Conclusion» «Мистер Каплан: Развязка»          | № 4            | Майкл Уоткинс     | Сюжет : Лукас Рейтер и Дж. Р. Орси Телесценарий : Джон Бокенкамп, Джон Эйзендрат и Даниель Чероне | 18 мая 2017      | 4,92                |

### Сезон 5 (2017—2018)
| № общий | № в сезоне | Название                                              | Номер в списке | Режиссёр          | Автор сценария                                                                  | Дата премьеры    | Зрители в США (млн) |
| ------- | ---------- | ----------------------------------------------------- | -------------- | ----------------- | ------------------------------------------------------------------------------- | ---------------- | ------------------- |
| 90      | 1          | «Smokey Putnum» «Смоки Патнэм»                        | № 30           | Билл Роу          | Джон Бокенкамп и Джон Эйзендрат                                                 | 27 сентября 2017 | 6,39                |
| 91      | 2          | «Greyson Blaise» «Грейсон Блэйз»                      | № 37           | Дон Торин         | Лукас Рейтер и Джон Бокенкамп                                                   | 4 октября 2017   | 5,87                |
| 92      | 3          | «Miss Rebecca Thrall» «Мисс Ребекка Тралл»            | № 76           | Адам Вейсонгер    | Джонатан Шапиро и Тейлор Мартин                                                 | 11 октября 2017  | 5,79                |
| 93      | 4          | «The Endling» «Эндлинг»                               | № 44           | Майкл Уоткинс     | Ноа Шехтер                                                                      | 18 октября 2017  | 5,46                |
| 94      | 5          | «Ilyas Surkov» «Илья Сурков»                          | № 54           | Курт Куэн         | Брендон Марголис и Брэндон Сонье                                                | 25 октября 2017  | 5,23                |
| 95      | 6          | «The Travel Agency» «Турагентство»                    | № 90           | Терренс О’Хара    | Карла Кеттнер                                                                   | 1 ноября 2017    | 5,25                |
| 96      | 7          | «The Kilgannon Corporation» «Корпорация «Киллгэннон»» | № 48           | Жан де Сегонзак   | Лукас Рейтер                                                                    | 8 ноября 2017    | 5,04                |
| 97      | 8          | «Ian Garvey» «Ян Гарви»                               | № 13           | Билл Ро           | Джон Эйзендрат и Джон Бокенкамп                                                 | 15 ноября 2017   | 5,89                |
| 98      | 9          | «Ruin» «Руины»                                        | н/д            | Билл Ро           | Джон Эйзендрат и Джон Бокенкамп                                                 | 3 января 2018    | 6,02                |
| 99      | 10         | «The Informant» «Информатор»                          | № 118          | Пол Холахан       | Ноа Шехтер                                                                      | 10 января 2018   | 6,16                |
| 100     | 11         | «Abraham Stern» «Авраам Стерн»                        | № 100          | Эндрю Маккарти    | Сюжет: Дейв Метцгер и Джон Бокенкамп Сценарий : Джон Бокенкамп и Джон Эйзендрат | 17 января 2018   | 6,49                |
| 101     | 12         | «The Cook» «Повар»                                    | № 56           | Солван Наим       | Питер Ноа                                                                       | 31 января 2018   | 6,11                |
| 102     | 13         | «The Invisible Hand» «Невидимая рука»                 | № 63           | Эндрю Маккарти    | Джонатан Шапиро и Лукас Рейтер                                                  | 7 февраля 2018   | 6,35                |
| 103     | 14         | «Mr. Raleigh Sinclair III» «Райли Синклер III»        | № 51           | Кристина Ги       | Келли Джонсон                                                                   | 28 февраля 2018  | 5,68                |
| 104     | 15         | «Pattie Sue Edwards» «Пэтти Сью Эдвардс»              | № 68           | Дональд Торин-мл. | Карла Кеттнер                                                                   | 7 марта 2018     | 5,69                |
| 105     | 16         | «The Capricorn Killer» «Убийца-козерог»               | № 19           | Билл Роу          | Тейлор Мартин                                                                   | 14 марта 2018    | 5,55                |
| 106     | 17         | «Anna-Gracia Duerte» «Анна-Гарсия Дуэрте»             | № 25           | Майкл Караччиоло  | Лукас Рейтер и Джонатан Шапиро                                                  | 4 апреля 2018    | 5,38                |
| 107     | 18         | «Zarak Mosadek» «Зарак Мосадек»                       | № 23           | Терренс О’Хара    | Шон Хеннен                                                                      | 11 апреля 2018   | 5,15                |
| 108     | 19         | «Ian Garvey: Conclusion» «Иэн Гарви: Развязка»        | № 13           | Корт Хесслер      | Карла Кеттнер и Кэти Бокс                                                       | 25 апреля 2018   | 5,24                |
| 109     | 20         | «Nicholas T. Moore» «Николас Т. Мур»                  | № 110          | Солван Наим       | Джон Бокенкамп и Лукас Рейтер                                                   | 2 мая 2018       | 5,54                |
| 110     | 21         | «Lawrence Dane Devlin» «Лоуренс Дэйн Девлин»          | № 26           | Бетани Руни       | Карла Кеттнер и Шон Хеннен                                                      | 9 мая 2018       | 4,96                |
| 111     | 22         | «Sutton Ross» «Саттон Росс»                           | № 17           | Билл Роу          | Джон Эйзендрат, Джон Бокенкамп и Лукас Рейтер                                   | 16 мая 2018      | 5,18                |

### Сезон 6 (2019)
| № общий | № в сезоне | Название                                                    | Номер в списке | Режиссёр          | Автор сценария                                                        | Дата премьеры   | Зрители в США (млн) |
| --- | ---------- | ----------------------------------------------------------- | -------------- | ----------------- | --------------------------------------------------------------------- | --------------- | ------------------- |
| 112 | 1          | «Dr. Hans Koehler» «Доктор Ханс Кёлер»                      | № 33           | Билл Роу          | Джон Бокенкамп и Джон Эйзендрат                                       | 3 января 2019   | 4,19                |
| Ред передаёт оперативной группе дело пластического хирурга из чёрного списка, создающего новые личности для разыскиваемых преступников. Лиз и её сестра, Дженнифер, тайно расследуют событие той ночи, когда умер настоящий Реймонд Реддингтон. |            |                                                             |                |                   |                                                                       |                 |                     |
| 113 | 2          | «The Corsican» «Корсиканец»                                 | № 20           | Курт Куэн         | Джон Эйзендрат и Джон Бокенкамп                                       | 4 января 2019   | 3,91                |
| Пока Лиз и оперативная группа пытаются остановить надвигающийся теракт, запланированный неуловимым фигурантом чёрного списка, Реда ждёт встреча, которая навсегда изменит его жизнь.                                                            |            |                                                             |                |                   |                                                                       |                 |                     |
| 114 | 3          | «The Pharmacist» «Фармацевт»                                | № 124          | Дэниэл Уиллис     | Лукас Рейтер                                                          | 11 января 2019  | 3,66                |
| В то время как Лиз и оперативная группа отслеживают биохакера, Ред придумывает стратегию, чтобы выбраться из проблемной ситуации. А в это время верность Купера проверяется сложным выбором.                                                    |            |                                                             |                |                   |                                                                       |                 |                     |
| 115 | 4          | «The Pawnbrokers» «Ростовщики»                              | № 146/147      | Лин Оединг        | Карла Кеттнер                                                         | 18 января 2019  | 4,04                |
| 116 | 5          | «Alter Ego» «Альтер Эго»                                    | № 131          | Джон Терлески     | Шон Хеннен и Лукас Рейтер                                             | 1 февраля 2019  | 3,68                |
| 117 | 6          | «The Ethicist» «Специалист по этике»                        | № 91           | Билл Роу          | Тейлор Мартин                                                         | 8 февраля 2019  | 4,24                |
| 118 | 7          | «General Shiro» «Генерал Широ»                              | № 116          | Курт Кенни        | Сюжет : Джонатан Шапиро Телесценарий : Джонатан Шапиро и Лукас Рейтер | 15 февраля 2019 | 3,59                |
| 119 | 8          | «Marko Jankowics» «Марко Янкович»                           | № 58           | Билл Роу          | Лукас Рейтер                                                          | 22 февраля 2019 | 4,34                |
| 120 | 9          | «Minister D» «Министр Д»                                    | № 99           | Майкл Караччиоло  | Ноа Шехтер и Джонатан Шапиро                                          | 22 февраля 2019 | 3,97                |
| 121 | 10         | «The Cryptobanker» «Криптобанкир»                           | № 160          | Терренс О'Хара    | Келли Джонсон                                                         | 8 марта 2019    | 3,82                |
| 122 | 11         | «Bastien Moreau» «Бастьен Моро»                             | № 20           | Эндрю Маккарти    | Джон Бокенкамп и Джон Эйзендрат                                       | 15 марта 2019   | 3,36                |
| 123 | 12         | «Bastien Moreau: Conclusion» «Бастьен Моро: Развязка»       | № 20           | Кристина Ги       | Джон Эйзендрат, Джон Бокенкамп и Лукас Рейтер                         | 22 марта 2019   | 4,18                |
| 124 | 13         | «Robert Vesco» «Роберт Веско»                               | № 9            | Адам Вейзингер    | Майкл Перри                                                           | 29 марта 2019   | 4,33                |
| 125 | 14         | «The Osterman Umbrella Company» «Остерман Амбрелла Компани» | № 6            | Билл Роу          | Шон Хеннен                                                            | 29 марта 2019   | 4,00                |
| 126 | 15         | «Olivia Olson» «Оливия Олсон»                               | № 115          | Стефани Марквардт | Лукас Рейтер                                                          | 5 апреля 2019   | 3,62                |
| 127 | 16         | «Lady Luck» «Госпожа Удача»                                 | № 69           | Билл Роу          | Т Купер и Эллисон Глок-Купер                                          | 12 апреля 2019  | 3,57                |
| 128 | 17         | «The Third Estate» «Третье сословие»                        | № 136          | Эндрю Маккарти    | Кэти Бокес                                                            | 19 апреля 2019  | 4,04                |
| 129 | 18         | «The Brockton College Killer» «Убийца в колледже Броктона»  | № 92           | Лиза Робинсон     | Сэм Кристофер                                                         | 26 апреля 2019  | 4,09                |
| 130 | 19         | «Rassvet» «Рассвет»                                         | н/д            | Джон Терлески     | Шон Хеннен                                                            | 26 апреля 2019  | 3,95                |
| 131 | 20         | «Guillermo Rizal» «Гильермо Ризал»                          | № 128          | Корт Хесслер      | Ноа Шехтер                                                            | 3 мая 2019      | 4,34                |
| 132 | 21         | «Anna McMahon» «Анна Макмахон»                              | № 60           | Майкл Караччиоло  | Тейлор Мартин и Келли Джонсон                                         | 10 мая 2019     | 4,03                |
| 133 | 22         | «Robert Diaz» «Роберт Диас»                                 | № 15           | Билл Роу          | Джон Бокенкамп, Джон Эйзендрат и Лукас Рейтер                         | 17 мая 2019     | 4,46                |

### Сезон 7 (2019—2020)
| № общий | № в сезоне | Название                                                     | Номер в списке | Режиссёр          | Автор сценария                  | Дата премьеры   | Зрители в США (млн) |
| ------- | ---------- | ------------------------------------------------------------ | -------------- | ----------------- | ------------------------------- | --------------- | ------------------- |
| 134     | 1          | «Louis T. Steinhil» «Луис Т. Стейнхил»                       | № 27           | Билл Роу          | Джон Эйзендрат и Джон Бокенкамп | 4 октября 2019  | 4,05                |
| 135     | 2          | «Louis T. Steinhil: Conclusion» «Луис Т. Стейнхил: Развязка» | № 27           | Корт Хесслер      | Лукас Рейтер                    | 11 октября 2019 | 3,78                |
| 136     | 3          | «Les Fleurs Du Mal» «Цветы зла»                              | № 151          | Лиза Робинсон     | Келли Джонсон и Тейлор Мартин   | 18 октября 2019 | 3,57                |
| 137     | 4          | «Kuwait» «Кувейт»                                            | н/д            | Стефани Марквардт | Шон Хеннен                      | 25 октября 2019 | 3,61                |
| 138     | 5          | «Norman Devane» «Норман Дивэйн»                              | № 138          | Курт Куэнне       | Ноа Шехтер                      | 1 ноября 2019   | 3,94                |
| 139     | 6          | «Dr. Lewis Powell» «Доктор Льюис Пауэлл»                     | № 130          | Кристина Ги       | Сэм Кристофер                   | 8 ноября 2019   | 4,19                |
| 140     | 7          | «Hannah Hayes» «Ханна Хайес»                                 | № 125          | Адам Вейзингер    | Дэниэл Церон                    | 15 ноября 2019  | 3,98                |
| 141     | 8          | «The Hawaladar» «Хаваладар»                                  | № 162          | Пол Холахан       | Джон Бокенкамп и Лукас Рейтер   | 22 ноября 2019  | 3,91                |
| 142     | 9          | «Orion Relocation Services» «Сервис переездов «Орион»»       | № 159          | Стефани Марквардт | Шон Хеннен и Тейлор Мартин      | 6 декабря 2019  | 3,67                |
| 143     | 10         | «Katarina Rostova» «Катерина Ростова»                        | № 3            | Дэниэл Уиллис     | Дэниэл Церон                    | 13 декабря 2019 | 3,87                |
| 144     | 11         | «Victoria Fenberg» «Виктория Фенберг»                        | № 137          | Билл Роу          | Т Купер и Эллисон Глок-Купер    | 20 марта 2020   | 5,38                |
| 145     | 12         | «Cornelius Ruck» «Корнелиус Рак»                             | № 155          | Джон Терлески     | Лукас Рейтер                    | 27 марта 2020   | 4,73                |
| 146     | 13         | «Newton Purcell» «Ньютон Парселл»                            | № 144          | Майкл Караччиоло  | Ноа Шехтер                      | 3 апреля 2020   | 4,67                |
| 147     | 14         | «Twamie Ullulaq» «Твами Улулак»                              | № 126          | Виктор Нелли мл.  | Дэниэл Церон                    | 10 апреля 2020  | 4,86                |
| 148     | 15         | «Gordon Kemp» «Гордон Кемп»                                  | № 158          | Эндрю Маккарти    | Джонатан Шапиро ბ Лукас Рейтер  | 17 апреля 2020  | 4,83                |
| 149     | 16         | «Nyle Hatcher» «Наил Хэтчер»                                 | № 149          | Тесса Блейк       | Кэти Бокс                       | 24 апреля 2020  | 4,83                |
| 150     | 17         | «Brothers» «Братья»                                          | н/д            | Махеш Пейлур      | Шон Хеннен                      | 1 мая 2020      | 4,50                |
| 151     | 18         | «Roy Cain» «Рой Кейн»                                        | № 150          | Дэниел Уиллис     | Айя Самба                       | 8 мая 2020      | 4,55                |
| 152     | 19         | «The Kazanjian Brothers» «Братья Казанян»                    | № 156/157      | Майкл Караччиоло  | Келли Джонсон и Сэм Кристофер   | 15 мая 2020     | 4,13                |

### Сезон 8 (2020—2021)
| № общий | № в сезоне | Название                                                    | Номер в списке | Режиссёр          | Автор сценария                                | Дата премьеры   | Зрители в США (млн) |
| --- | ---------- | ----------------------------------------------------------- | -------------- | ----------------- | --------------------------------------------- | --------------- | ------------------- |
| 153 | 1          | «Roanoke» «Роанок»                                          | № 139          | Эндрю МакКарти    | Даниель Чероне                                | 13 ноября 2020  | 3,72                |
| Реддингтон направляет оперативную группу для поиска Роанока, легендарного преступника, который организует тщательно спланированные похищения и вызволения. Тем временем Лиз разрабатывает секретный план со своей матерью, Катериной Ростовой. |            |                                                             |                |                   |                                               |                 |                     |
| 154 | 2          | «Katarina Rostova: Conclusion» «Катерина Ростова: Развязка» | № 3            | Стефани Марквардт | Лукас Рейтер                                  | 20 ноября 2020  | 3,53                |
| Пока Лиз пытается найти ответы на вопросы, Ред и оперативная группа пытаются понять последствия её действий. Напряжение нарастает, и принимаются решительные меры, которые навсегда изменят отношения Реда и Лиз.                              |            |                                                             |                |                   |                                               |                 |                     |
| 155 | 3          | «16 Ounces» «Семтекс»                                       | н/д            | Эндрю МакКарти    | Джон Эйзендрат, Джон Бокенкамп и Лукас Рейтер | 22 января 2021  | 3,27                |
| 156 | 4          | «Elizabeth Keen» «Элизабет Кин»                             | № 1            | Корт Хесслер      | Шон Хеннен                                    | 29 января 2021  | 3,43                |
| 157 | 5          | «The Fribourg Confidence» «Фрайбург Конфиденс»              | № 140          | Эндрю Маккарти    | Ноа Шехтер                                    | 5 февраля 2021  | 3,44                |
| 158 | 6          | «The Wellstone Agency» «Агентство «Уэллстоун»»              | № 127          | Мэттью МакЛута    | Келли Джонсон                                 | 12 февраля 2021 | 3,44                |
| 159 | 7          | «Chemical Mary» «Хим-Мэри»                                  | № 143          | Кристин Мур       | Даниель Чероне                                | 19 февраля 2021 | 3,38                |
| 160 | 8          | «Ogden Greeley» «Огден Грили»                               | № 40           | Майкл Караччиоло  | Лукас Рейтер                                  | 26 февраля 2021 | 3,57                |
| 161 | 9          | «The Cyranoid» «Сираноид»                                   | № 35           | Эндрю Маккарти    | Эллисон Глок-Купер и Ти Купер                 | 5 марта 2021    | 3,22                |
| 162 | 10         | «Dr. Laken Perillos» «Доктор Лакен Периллос»                | № 70           | Фил Бертелсен     | Айя Самба                                     | 12 марта 2021   | 3,30                |
| 163 | 11         | «Captain Kidd» «Капитан Кидд»                               | № 96           | Эндрю Маккарти    | Сэм Кристофер                                 | 26 марта 2021   | 3,29                |
| 164 | 12         | «Rakitin» «Ракитин»                                         | № 28           | Махеш Пейлур      | Лукас Рейтер                                  | 2 апреля 2021   | 3,29                |
| 165 | 13         | «Anne» «Энн»                                                | н/д            | Эндрю Маккарти    | Шон Хеннен                                    | 16 апреля 2021  | 3,53                |
| 166 | 14         | «Misere» «Страдание»                                        | н/д            | Кристин Ги        | Джон Бокенкамп и Джон Эйзендрат               | 23 апреля 2021  | 3.44                |
| 167 | 15         | «The Russian Knot» «Русский узел»                           | н/д            | Хуан Авелла       | Кэти Бокес                                    | 30 апреля 2021  | 3,35                |
| 168 | 16         | «Nicholas Obenrader» «Николас Обенрейдер»                   | № 133          | Дэниэл Уиллис     | Тейлор Мартин                                 | 7 мая 2021      | 3,20                |
| 169 | 17         | «Ivan Stepanov» «Иван Степанов»                             | № 5            | Адам Вейзингер    | Дэвид Мерритт                                 | 14 мая 2021     | 3,09                |
| 170 | 18         | «The Protean» «Протей»                                      | № 36           | Майкл Караччиоло  | Жюстин Нейбарт                                | 21 мая 2021     | 3,27                |
| 171 | 19         | «Balthazar "Bino" Baker» «Бальтазар «Бино» Бейкер»          | № 129          | Кристин Мур       | Лукас Рейтер                                  | 28 мая 2021     | 3,33                |
| 172 | 20         | «Godwin Page» «Годвин Пейдж»                                | № 141          | Джон Терлески     | Лукас Рейтер                                  | 4 июня 2021     | 3,16                |
| 173 | 21         | «Nachalo» «Начало»                                          | н/д            | Курт Куэнне       | Джон Эйзендрат, Джон Бокенкамп и Лукас Рейтер | 16 июня 2021    | 2,35                |
| 174 | 22         | «Konets» «Конец»                                            | н/д            | Джон Терлески     | Джон Бокенкамп и Джон Эйзендрат               | 23 июня 2021    | 2,24                |

### Сезон 9 (2021—2022)
| № общий | № в сезоне | Название                                                                | Номер в списке | Режиссёр         | Автор сценария                | Дата премьеры   | Зрители в США (млн) |
| ------- | ---------- | ----------------------------------------------------------------------- | -------------- | ---------------- | ----------------------------- | --------------- | ------------------- |
| 175     | 1          | «The Skinner» «Живодер»                                                 | № 45           | Кристин Мур      | Джон Эйзендрат и Лукас Рейтер | 21 октября 2021 | 3,11                |
| 176     | 2          | «The Skinner: Conclusion» «Живодер: Развязка»                           | № 45           | Мэттью МакЛута   | Лукас Рейтер и Джон Эйзендрат | 28 октября 2021 | 2,81                |
| 177     | 3          | «The SPK» «ОСП»                                                         | № 178          | Кристин Мур      | Даниель Чероне                | 4 ноября 2021   | 3,09                |
| 178     | 4          | «The Avenging Angel» «Ангел мести»                                      | № 49           | Эндрю Маккарти   | Шон Хеннен                    | 11 ноября 2021  | 2,99                |
| 179     | 5          | «Benjamin T. Okara» «Бенджамин Т. Окара»                                | № 183          | Джоно Оливер     | Ноа Шехтер                    | 18 ноября 2021  | 2,94                |
| 180     | 6          | «Dr. Roberta Sand, Ph.D.» «Доктор Роберта Сэнд»                         | № 153          | Эндрю Маккарти   | Ти Купер и Эллисон Глок-Купер | 9 декабря 2021  | 2,89                |
| 181     | 7          | «Between Sleep & Awake» «Между сном и явью»                             | н/д            | Кристин Мур      | Тейлор Мартин                 | 6 января 2022   | 3,43                |
| 182     | 8          | «Dr. Razmik Maier» «Доктор Размик Майер»                                | № 168          | Эви Йобиан       | Жюстин Нейбарт                | 13 января 2022  | 3,41                |
| 183     | 9          | «Boukman Baptiste» «Букман Баптист»                                     | № 164          | Эндрю Маккарти   | Дэвид Мерритт                 | 20 января 2022  | 3,43                |
| 184     | 10         | «Arcane Wireless» «Аркейн Уайерлесс»                                    | № 154          | Майкл Караччиоло | Сэм Кристофер                 | 25 февраля 2022 | 2,94                |
| 185     | 11         | «The Conglomerate» «Конгломерат»                                        | № 142          | Адам Вейзингер   | Айя Самба                     | 4 марта 2022    | 2,72                |
| 186     | 12         | «The Chairman» «Председатель»                                           | № 171          | Бетани Руни      | Кэти Бокес                    | 18 марта 2022   | 2,63                |
| 187     | 13         | «Genuine Models, Inc» «Корпорация «Реальные модели»»                    | № 176          | Махеш Пейлур     | Ти Купер и Эллисон Глок-Купер | 25 марта 2022   | 2,71                |
| 188     | 14         | «Eva Mason» «Ева Мэйсон»                                                | № 181          | Джон Терлески    | Тейлор Мартин                 | 1 апреля 2022   | 2,92                |
| 189     | 15         | «Andrew Kennison» «Эндрю Кэннисон»                                      | № 185          | Махеш Пейлур     | Лукас Рейтер                  | 8 апреля 2022   | 3,06                |
| 190     | 16         | «Helen Maghi» «Хелен Магхи»                                             | № 172          | Джон Терлески    | Даниель Чероне                | 15 апреля 2022  | 2,85                |
| 191     | 17         | «El Conejo» «Эль Конехо»                                                | № 177          | Эндрю Маккарти   | Шон Хеннен                    | 22 апреля 2022  | 3,26                |
| 192     | 18         | «Laszlo Jancowics» «Лазло Янкович»                                      | № 180          | Кристин Ги       | Лукас Рейтер                  | 29 апреля 2022  | 3,09                |
| 193     | 19         | «The Bear Mask» «Маска медведя»                                         | н/д            | Мэттью МакЛута   | Ноа Шехтер                    | 6 мая 2022      | 2,76                |
| 194     | 20         | «Caelum Bank» «Банк «Кейлум»»                                           | № 39           | Корт Хесслер     | Шон Хеннен                    | 13 мая 2022     | 2,77                |
| 195     | 21         | «Marvin Gerard, Conclusion: Part 1» «Марвин Джерард, развязка: Часть 1» | № 80           | Кристин Мур      | Даниель Чероне                | 20 мая 2022     | 2,70                |
| 196     | 22         | «Marvin Gerard, Conclusion: Part 2» «Марвин Джерард, развязка: Часть 2» | № 80           | Корт Хесслер     | Лукас Рейтер                  | 27 мая 2022     | 2,82                |

### Сезон 10 (2023)
| № общий | № в сезоне | Название                                                               | Номер в списке | Режиссёр          | Автор сценария                | Дата премьеры   | Зрители в США (млн) |
| ------- | ---------- | ---------------------------------------------------------------------- | -------------- | ----------------- | ----------------------------- | --------------- | ------------------- |
| 197     | 1          | «The Night Owl» «Ночная сова»                                          | н/д            | Корт Хесслер      | Лукас Рейтер                  | 26 февраля 2023 | 2,32                |
| 198     | 2          | «Китобой» «The Whaler»                                                 | № 165          | Майкл Караччиоло  | Шон Хеннен                    | 5 марта 2023    | 1,76                |
| 199     | 3          | «The Four Guns» «Четыре пистолета»                                     | № 199          | Мэттью МакЛута    | Кэти Бокес                    | 12 марта 2023   | 1,89                |
| 200     | 4          | «The Hyena» «Гиена»                                                    | № 200          | Джон Терлески     | Даниель Чероне                | 19 марта 2023   | 1,72                |
| 201     | 5          | «The Dockery Affair» «Дело Докери»                                     | н/д            | Рубен Гарсиа      | Ти Купер и Эллисон Глок-Купер | 26 марта 2023   | 1,78                |
| 202     | 6          | «Dr. Laken Perillos: Conclusion» «Доктор Лакен Периллос: Развязка»     | № 70           | Майкл Караччиоло  | Ноа Шехтер                    | 2 апреля 2023   | 2,06                |
| 203     | 7          | «The Freelancer: Part 2» «Фрилансер: Часть 2»                          | № 145          | Корт Хесслер      | Сэм Кристофер                 | 9 апреля 2023   | 2,12                |
| 204     | 8          | «The Troll Farmer: Part 2» «Фермер-Тролль: Часть 2»                    | № 38           | Джоно Оливер      | Тейлор Мартин                 | 16 апреля 2023  | 1,73                |
| 205     | 9          | «The Troll Farmer: Part 3» «Фермер-Тролль: Часть 3»                    | № 38           | Кристин Ги        | Лукас Рейтер                  | 23 апреля 2023  | 1,69                |
| 206     | 10         | «The Postman» «Почтальон»                                              | № 173          | Кевин Берланди    | Жюстин Нейбарт                | 30 апреля 2023  | 1,98                |
| 207     | 11         | «The Man in the Hat» «Мужчина в шляпе»                                 | н/д            | Оленка Денисенко  | Даниель Чероне                | 7 мая 2023      | 1,70                |
| 208     | 12         | «Dr. Michael Abani» «Доктор Майкл Абани»                               | № 198          | Эндрю Маккарти    | Ноа Шехтер                    | 14 мая 2023     | 1,66                |
| 209     | 13         | «The Sicilian Error of Color» «Сицилийская ошибка цвета»               | н/д            | Махеш Пейлур      | Ти Купер и Эллисон Глок-Купер | 21 мая 2023     | 1,55                |
| 210     | 14         | «The Nowhere Bride» «Невеста из ниоткуда»                              | № 192          | Бетани Руни       | Кристина Боада                | 28 мая 2023     | 1,89                |
| 211     | 15         | «The Hat Trick» «Хет-трик»                                             | н/д            | Адам Вейзингер    | Кэти Бокес и Сэм Кристофер    | 1 июня 2023     | 2,78                |
| 212     | 16         | «Blair Foster» «Блэр Фостер»                                           | № 39           | Сарай Гвидетти    | Тейлор Мартин                 | 1 июня 2023     | 2,27                |
| 213     | 17         | «The Morgana Logistics Corporation» «Логистическая корпорация Morgana» | № 167          | Эндрю Маккарти    | Айя Самба                     | 8 июня 2023     | 2,45                |
| 214     | 18         | «Wormwood» «Полынь»                                                    | № 182          | Диего Клаттенхофф | Сэм Эйзендрат                 | 22 июня 2023    | 2,47                |
| 215     | 19         | «Room 417» «Комната 417»                                               | н/д            | Эндрю Маккарти    | Джеймс М. Файнберг            | 29 июня 2023    | 2,52                |
| 216     | 20         | «Arthur Hudson» «Артур Хадсон»                                         | н/д            | Кристин Мур       | Шон Хеннен                    | 6 июля 2023     | 2,43                |
| 217     | 21         | «Raymond Reddington: Pt. 1» «Рэймонд Реддингтон: Часть 1»              | № 00           | Майкл Караччиоло  | Кэти Бокес и Ноа Шехтер       | 13 июля 2023    | 2,81                |
| 218     | 22         | «Raymond Reddington: Good Night» «Рэймонд Реддингтон: Спокойной ночи»  | № 00           | Майкл Караччиоло  | Лукас Рейтер                  | 13 июля 2023    | 2,64                |

## Специальный эпизод
| №  | Название                                              | Режиссёр       | Дата премьеры |
| -- | ----------------------------------------------------- | -------------- | ------------- |
| S1 | «Behind The Blacklist» «За кулисами "Чёрного списка"» | Джон Эйзендрат | 4 ноября 2021 |

## Праздничные эпизоды
| №  | Название                                                | Режиссёр       | Дата премьеры  |
| -- | ------------------------------------------------------- | -------------- | -------------- |
| S2 | «100 Episode Celebration» «Празднование 100-го эпизода» | Джон Бокенкамп | 18 января 2018 |
| S3 | «150 Episode Celebration» «Празднование 150-го эризода» | Джон Эйзендрат | 7 мая 2020     |
| S4 | «200 Episode Celebration» «Празднование 200-го эпизода» | Джон Эйзендрат | 7 октября 2020 |